# Berthier (district électoral du Canada-Uni)
Pour les articles homonymes, voir Berthier.
Circonscription électorale provinciale du Canada
Berthier est un district électoral de l'Assemblée législative de la province du Canada.

## Liste des députés
| Années | Années      | Député                   | Affiliation                     |
| ------ | ----------- | ------------------------ | ------------------------------- |
|        | 1841 - 1844 | David Morrison Armstrong | Canadien-français antiunioniste |
|        | 1844 - 1848 | David Morrison Armstrong | Canadien-français               |
|        | 1848 - 1851 | David Morrison Armstrong | Canadien-français               |
|        | 1851 - 1854 | Joseph-Hilarion Jobin    | Canadien-français               |
|        | 1854 - 1858 | Pierre-Eustache Dostaler | Réformiste                      |
|        | 1858 - 1861 | Eugène-Urgel Piché       | Rouge                           |
|        | 1861 - 1863 | Pierre-Eustache Dostaler | Bleu                            |
|        | 1863 - 1867 | Anselme Homère Pâquet    | Rouge                           |